# Gabriella Pregnolato
Gabriella Pregnolato (Correggio, 30 mei 1971) is een voormalig professioneel wielrenster uit Italië. Ze vertegenwoordigde haar vaderland bij de Olympische Spelen in 1992 op de baan. Pregnolato is drievoudig Italiaans kampioene tijdrijden.

## Erelijst
1988
- 3e in Wereldkampioenschappen, individuele achtervolging (baan), Junioren

1992
- 12e in Olympische Spelen, individuele achtervolging (baan), Elite

1996
- 1e in  Italiaanse kampioenschappen, individuele tijdrit, Elite
- 3e in Chrono Champenois - Trophée Européen

1997
- 1e in 11e etappe Giro d'Italia Donne

1998
- 3e in Liberty Classic

1999
- 1e in  Italiaanse kampioenschappen, individuele tijdrit, Elite
- 1e in 1e etappe Giro d'Italia Donne
- 1e in 12e etappe Giro d'Italia Donne
- 2e in Primavera Rosa

2000
- 1e in 3e etappe Grande Boucle Féminine Internationale
- 1e in  Italiaanse kampioenschappen, wegwedstrijd, Elite
- 1e in  Italiaanse kampioenschappen, individuele tijdrit, Elite
- 3e in 2e etappe Giro d'Italia Donne

## Ploegen
- 1997 — Edil Savino
- 1998 — Mimosa-Sprint
- 1999 — Acca Due O (Italië)
- 2000 — Gas Sport Team (Italië)
- 2001 — Gas Sport Team (Italië)